# Chapelle Saint-Louis de Quimiac
La chapelle Saint-Louis de Quimiac est un lieu de culte catholique situé sur la commune de Mesquer, dans le département français de la Loire-Atlantique.

## Présentation
La chapelle Saint-Louis se situe dans la station balnéaire de Quimiac, appartenant à la commune de Mesquer. L'édifice fait 25 mètres de long, 12 de large, 8 de haut pour une capacité de 500 places.

### Historique
À partir de 1952, une messe est célébrée chaque dimanche en plein air pendant la saison touristique à l'abri des pins maritimes. Au printemps 1953, une dame de Quimiac confie la somme de 150 000 Francs à l'abbé Mercier, dont la charge pastorale s'étend de 1950 à 1977, pour financer l'achat d'un terrain. Grâce aux dons de la saison suivante et à une offre exceptionnelle au printemps 1954, le terrain de Treyo reçoit la pose de la première pierre. La chapelle Saint-Louis est achevée en 1955.
Bâtie sous l'impulsion de l'abbé Mercier et de Jean Gréaume, personnalité de Quimiac, elle est l'oeuvre de l'architecte Pierre Doucet. Les artisans locaux ayant contribué à sa construction contre faible rémunération sont Guihéneuf (de Guérande et Quimiac) pour la maçonnerie, David (de Guérande) pour la charpente métallique, Anezo (de Quimiac) pour la charpente de bois, Mounier (d'Herbignac) pour la couverture, Joalland (de Missilac) pour la menuiserie, Gergaud (de Guérande) pour la peinture et la vitrerie. Dans son état d'achèvement le jour de sa dédicace, elle a coûté plus de trois millions de francs, dont deux assurés sous forme de dons.
Son style moderne anticipe les directives liturgiques du concile Vatican II.
Le clocher est construit plus tardivement. Il est achevé en juin 1961 et la cloche est montée le mois suivant. Fondue par la Maison Paccard d'Annecy, elle pèse près de 300 kg et sonne le "do". Elle est placée sous le patronage du prince Xavier de Bourbon-Parme, dont les ancêtres barons de Campsillon étaient seigneurs de Mesquer.

### Choix du nom
La chapelle est dédiée au roi Louis IX de France, également connu sous le nom de Saint Louis. Le choix s'est porté sur lui pour plusieurs raisons. La première est qu'il est célébré le 25 août, pendant la saison estivale. L'église du bourg de Mesquer étant déjà dédiée à la Vierge Marie, célébrée le 15 août, Saint Louis présentait un choix alternatif. L'autre raison est le rôle de modèle du personnage historique : enfant sage, éduqué par une mère pieuse, époux méritant, père de famille appliqué à élever ses enfants, proche de son peuple, champion des dernières croisades.

### Décoration
La chapelle se signale par son campanile et la statue de saint Louis, placée en façade, œuvre de Jean Fréour.

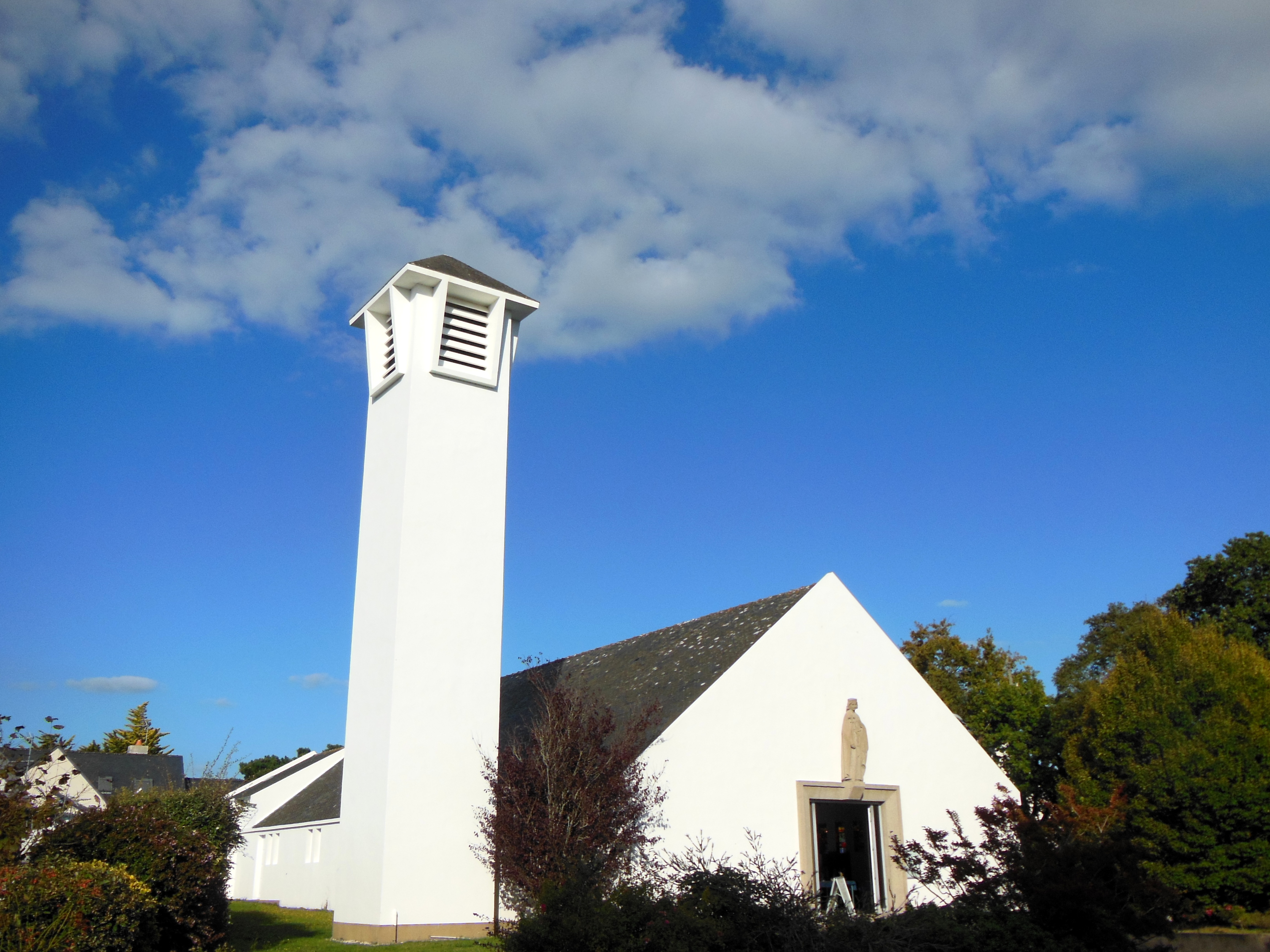
La façade, le campanile et la statue de saint Louis.

Les vitraux colorés du chœur forment un rideau de lumière et complète cette œuvre moderne aux lignes épurées. Le tabernacle fait également l'objet d'un traitement minimaliste sous la forme d'une tente métallique surmontée d'une fleur de lys.

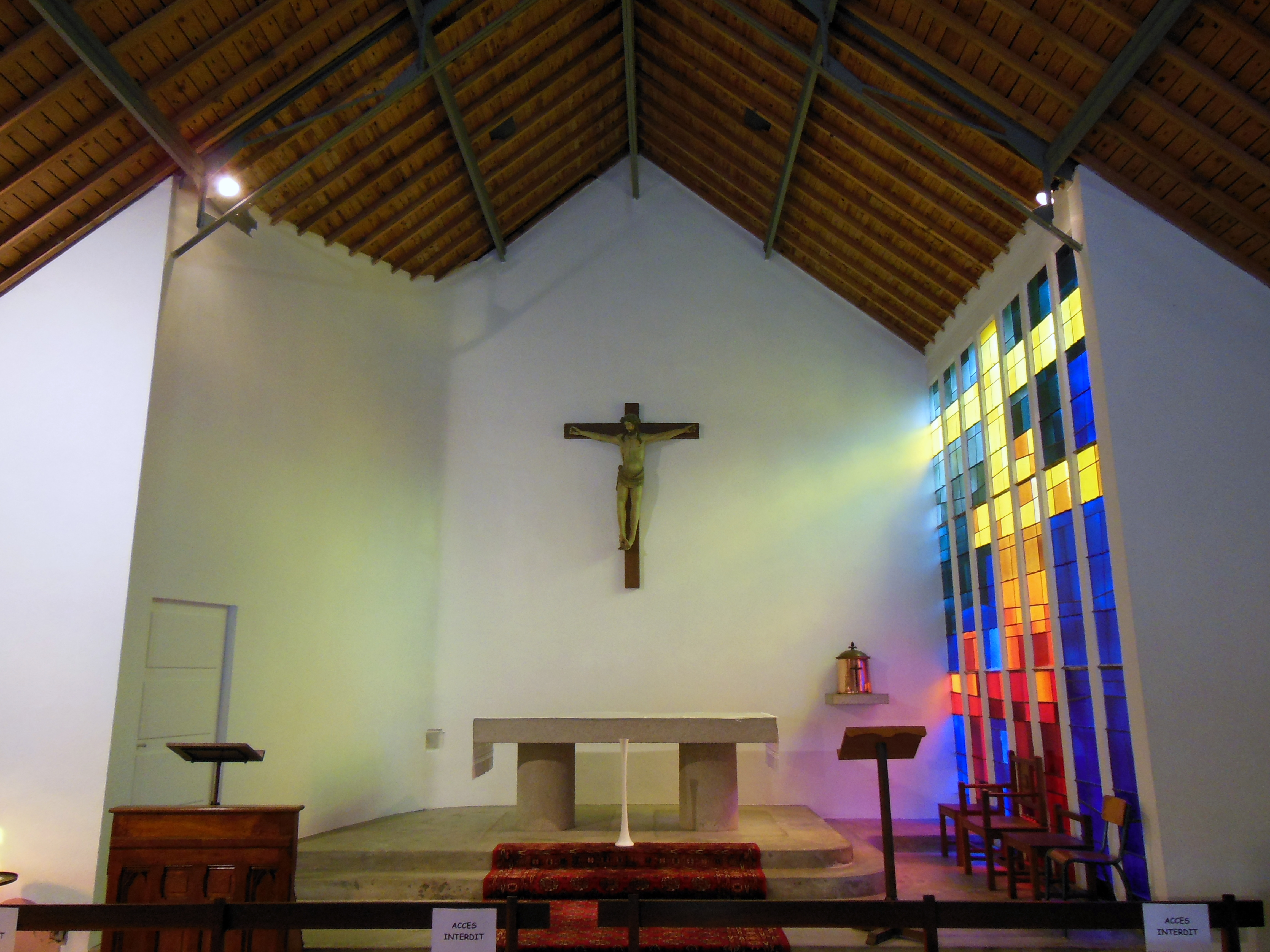
Le chœur.
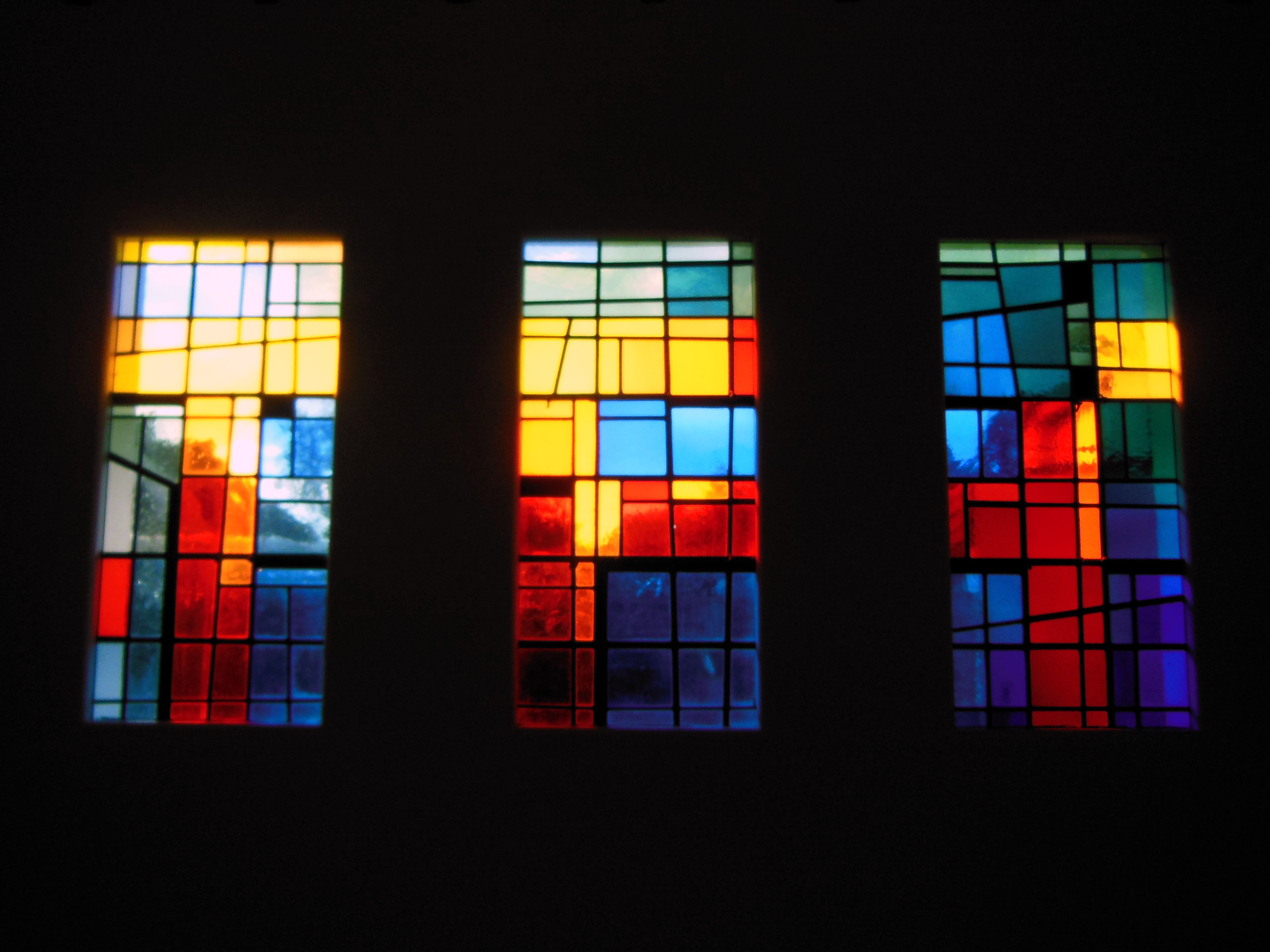
Vitraux modernes.
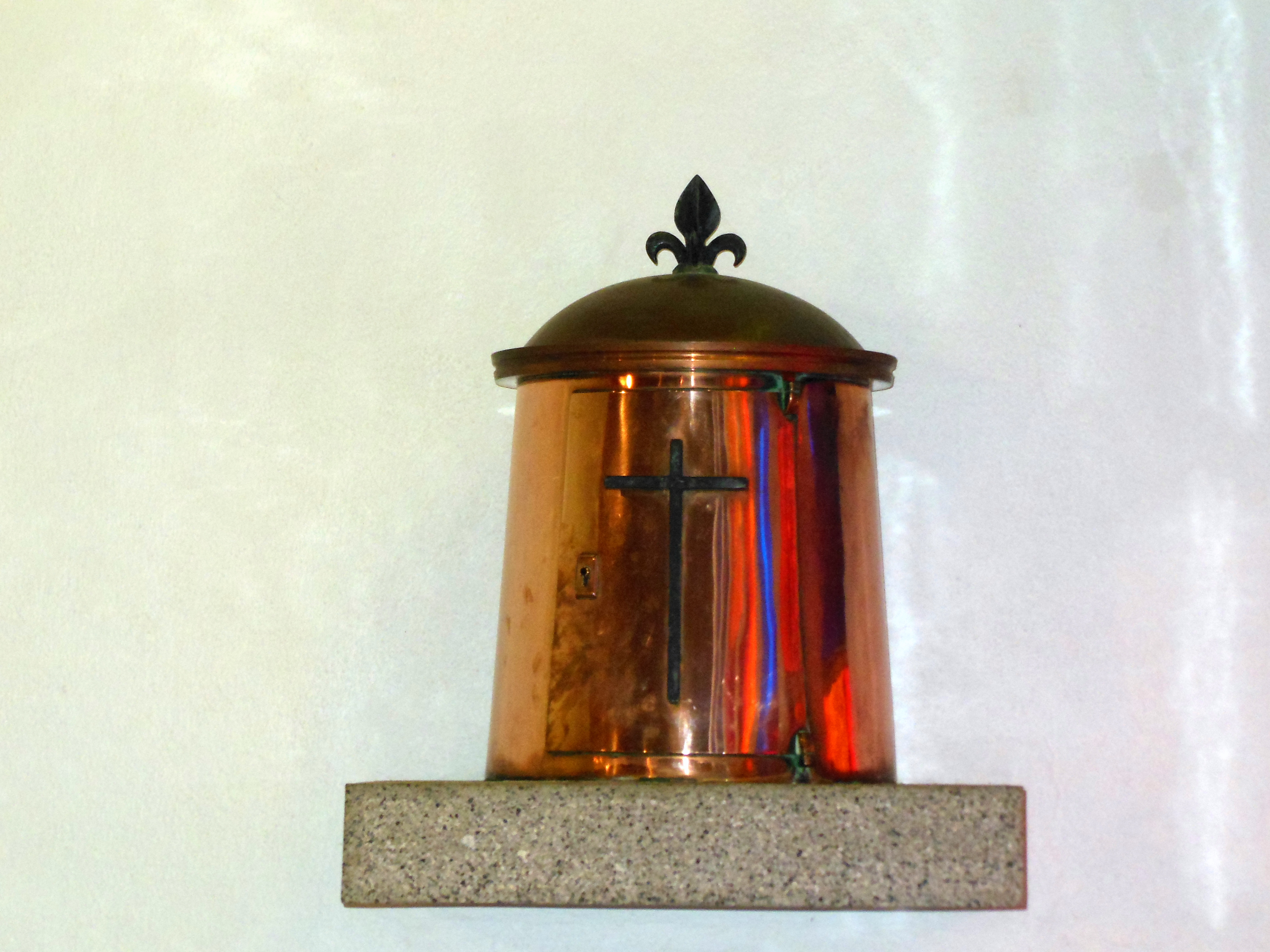
Le tabernacle.

On peut admirer à l'intérieur un Christ en croix du XVIIe siècle et Notre-Dame de la plage, statue polychrome en chêne représentant la Vierge à l'Enfant réalisée par Jean Fréour. Une plaque commémorative rappelle l'action de l'abbé Mercier pour l'édification de cette chapelle.

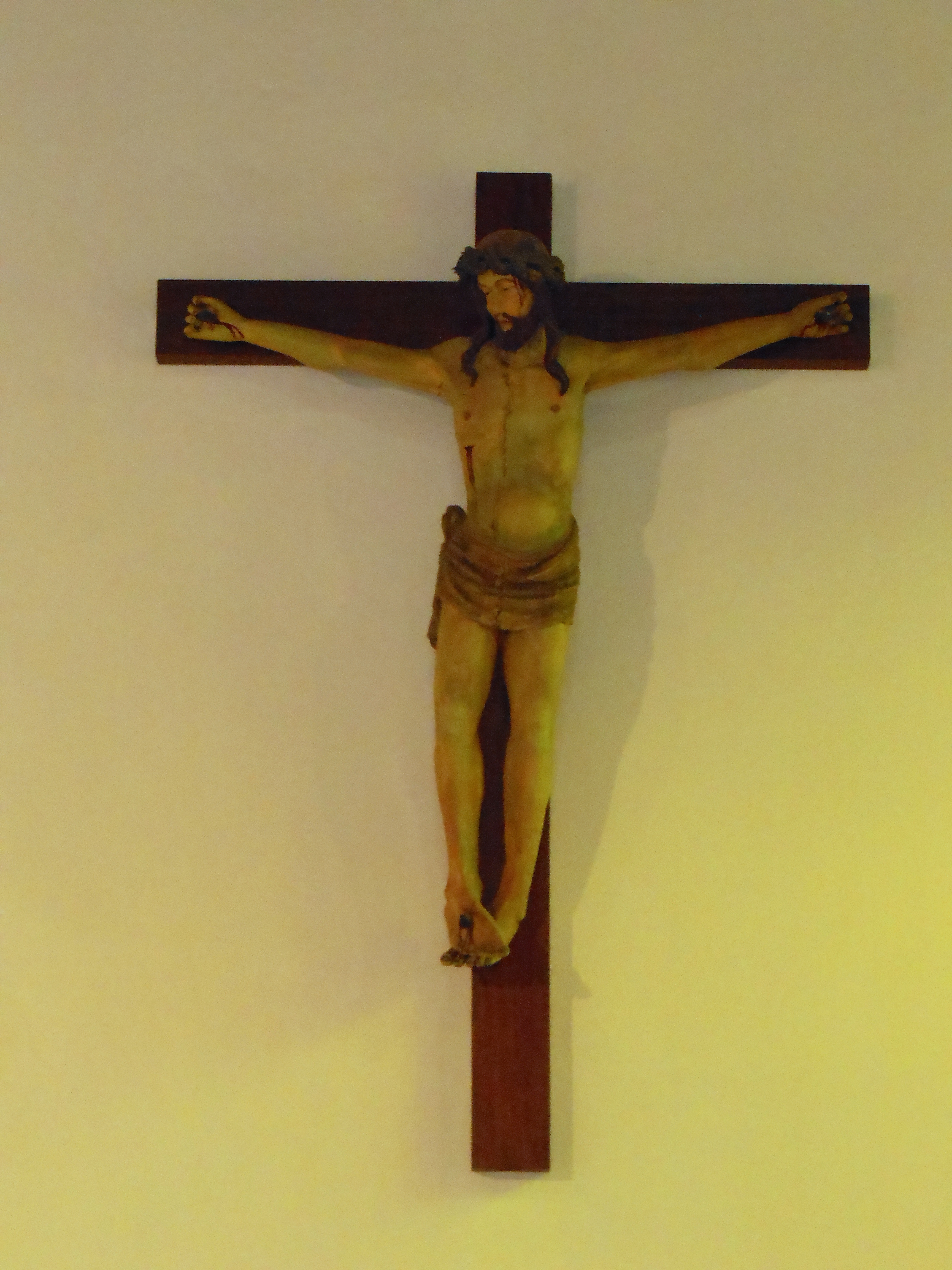
Le Christ en Croix.
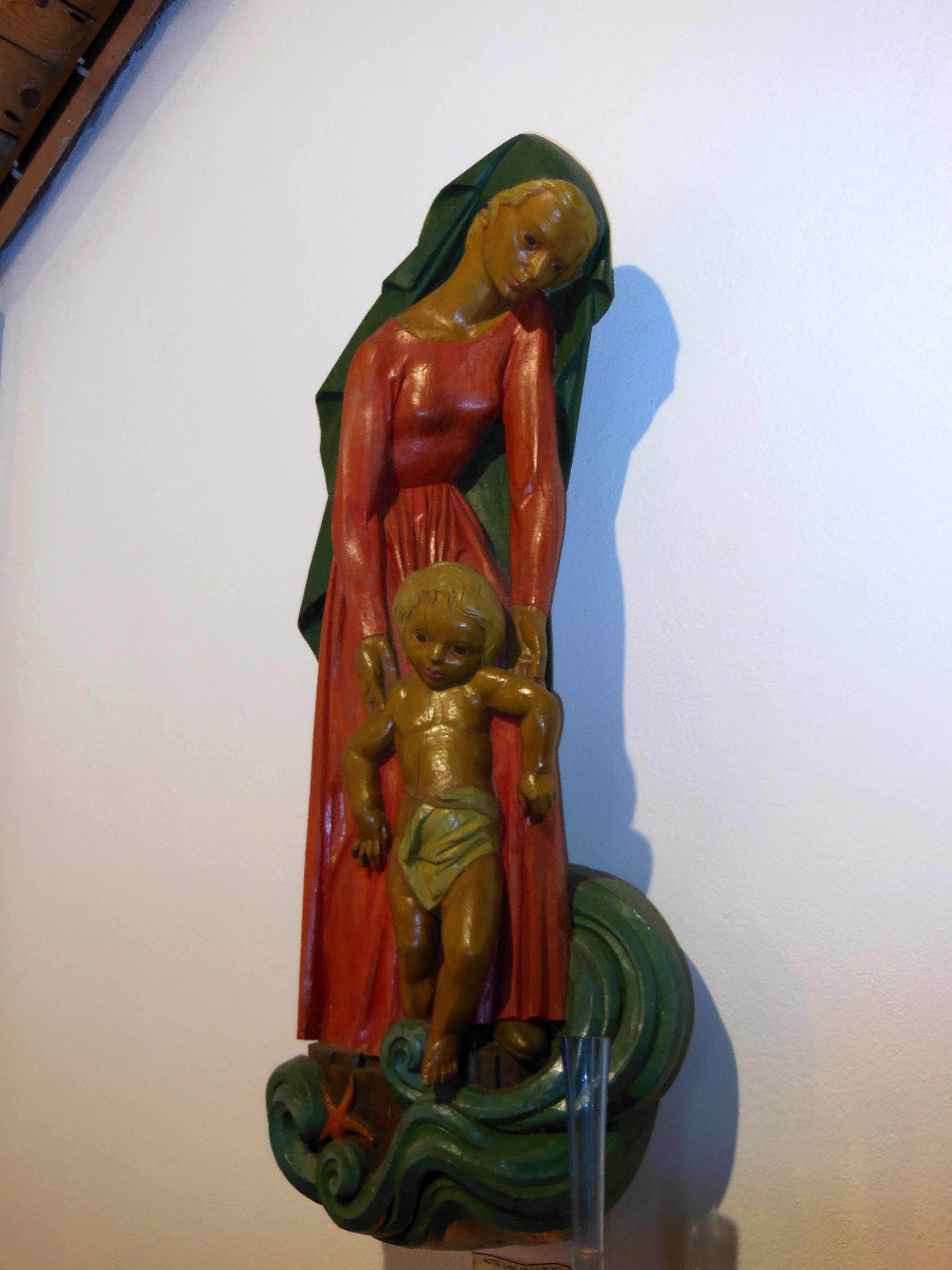
Statue de la Vierge à l'Enfant.